# Gyeongnidan-gil

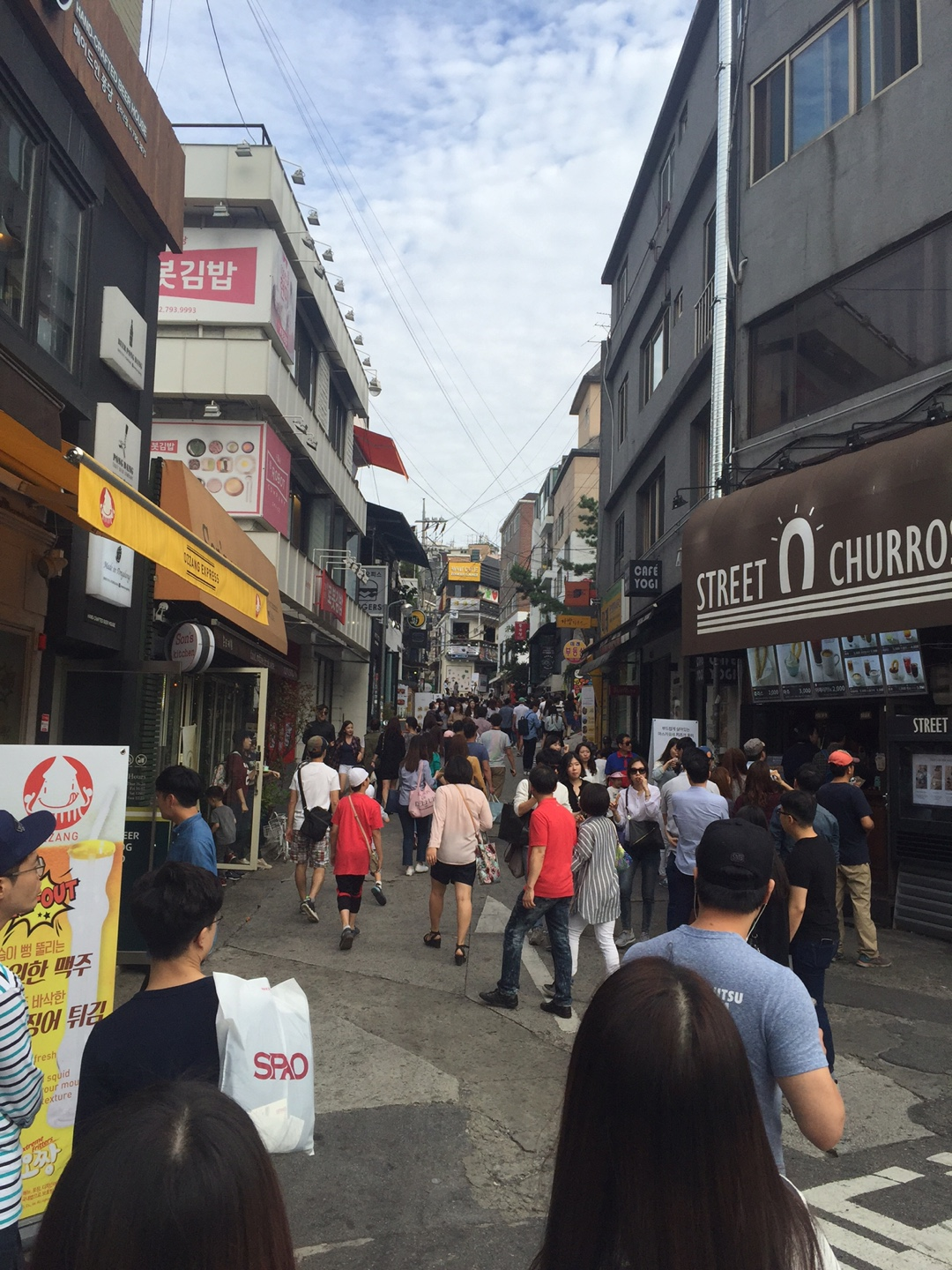
Quang cảnh Gyeongnidan-gil

Gyeongnidan-gil là tên gọi của Hoenamu-ro và các hẻm xung quanh, là một con đường ở Itaewon-dong, Yongsan-gu, Seoul, Hàn Quốc, cũng như khu vực xung quanh đó. Khu vực này được biết đến với các nhà hàng, quán bar và quán cà phê.
Tên "Gyeongnidan" được đặt theo tên của Quân đoàn Quản lý Tài chính Quân đội Hàn Quốc trước kia (Yuk-gun-jung-ang-gyeong-ni-dan), nay là Quân đoàn Quản lý Tài chính của Lực lượng Vũ trang.
Ngay từ trước đó, nó đã trở thành một khu dân cư cho người nước ngoài dưới sự ảnh hưởng của quân đội Hoa Kỳ đóng quân gần đó và dần trở nên phổ biến bằng cách thu hút các nhà hàng và quán bar phù hợp với sở thích của họ. Hiện tại ở đây có quán rượu, quán bar, quán cà phê và nhà hàng.

## Giao thông
Ga Itaewon -  Tàu điện ngầm Seoul tuyến 6